# Dafydd Iwan

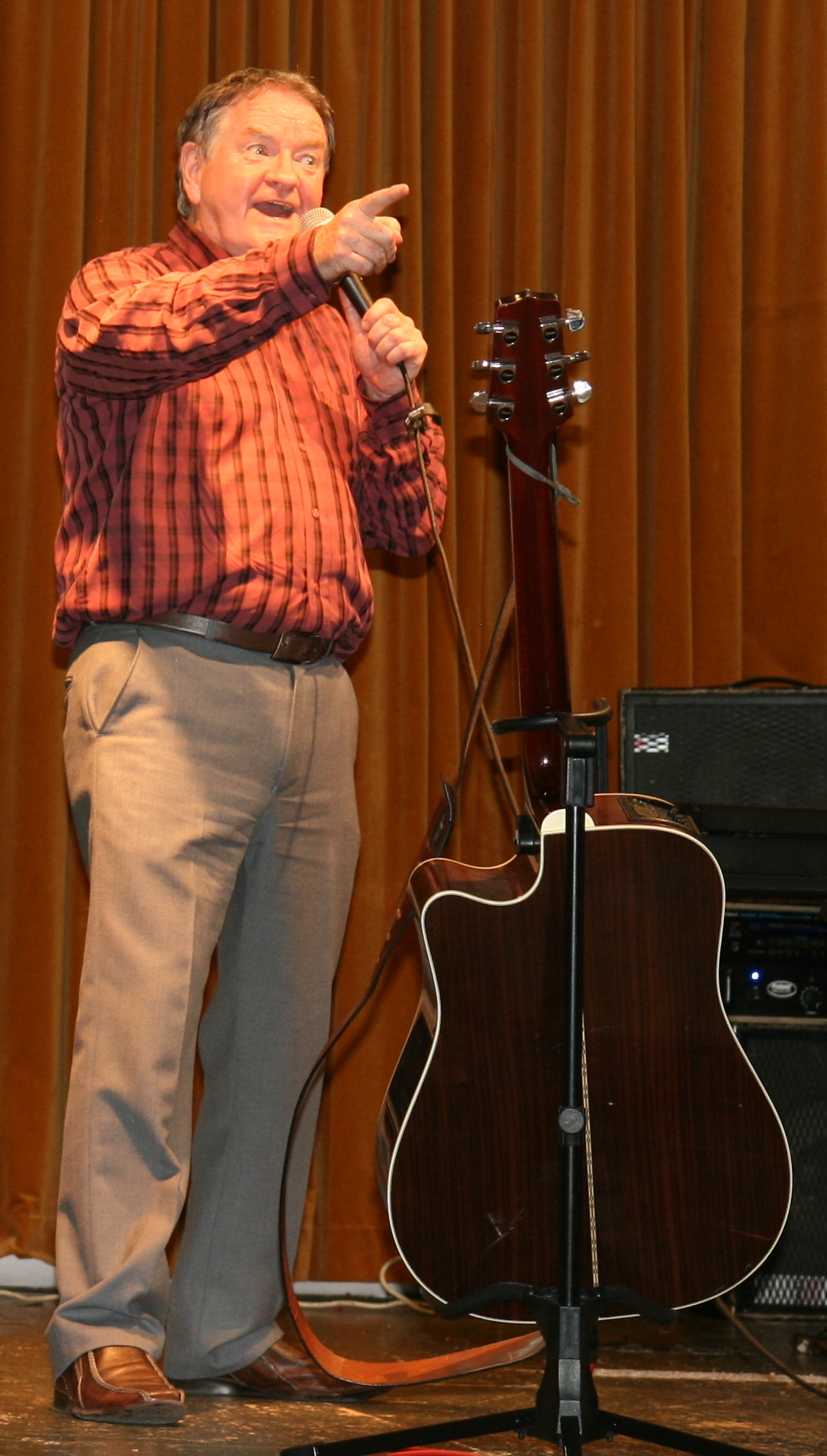
Dafydd Iwan

Dafydd Iwan (ur. 24 sierpnia 1943 w Brynaman) – walijski śpiewak, przedsiębiorca i polityk. Przewodniczący nacjonalistycznej partii Plaid Cymru (Partia Walii). Od dziesięcioleci opowiada się, zarówno w piosenkach, jak i w polityce, za wolną i niezależną od Anglii Walią.
Dafydd Iwan Jones urodził się w Brynaman w Carmarthenshire, w Walii. Większą część młodości spędził w Bala, w hrabstwie Merionethshire (obecnie Gwynedd). Studiował w Cardiff na University of Wales, Cardiff (obecnie Cardiff University). Zyskał popularność jako piosenkarz śpiewający po walijsku piosenki ludowe własnego autorstwa.

## Kariera muzyczna
Pierwsze dzieła Dafydda Iwana to tłumaczenia piosenek amerykańskich piosenkarzy: Woody'ego Guthrie, Pete'a Seegera i Boba Dylana. Niedługo jednak trwało, nim Dafydd Iwan zebrał się do napisania swoich pierwszych ballad, z których najważniejsze miały charakter polityczny. Jego najbardziej znana satyryczna piosenka – "Carlo" ("Karolek"), powstała w 1969 r. z okazji inwestytury Księcia Walii.
Należy jednak zauważyć, że Dafydd Iwan pisał równie dobrze ballady miłosne, jak i wariacje na temat tradycyjnych walijskich utworów ludowych.
W późnych latach sześćdziesiątych muzyka i działalność polityczna Dafydda Iwana sprawiały, że telewizja poświęcała mu sporo czasu, m.in. przy okazji jego aresztowania w 1970 r. w związku z walką o prawa języka walijskiego. Wydarzenie to Dafydd Iwan upamiętnił w piosence "Pam fod eira'n wyn?" ("Dlaczego śnieg jest biały?")

## Życie publiczne
Dafydd Iwan jest jednym z założycieli wytwórni muzycznej Sain Recordiau Cyf (Sound Records Ltd), którą kieruje do dzisiaj. Obecnie Sain Recordiau Cyf jest jedną z głównych walijskich marek muzycznych.
Dafydd Iwan jest radnym z ramienia Plaid Cymru w Gwynedd.
W uznaniu wieloletnich zasług dla języka walijskiego, Dafydd Iwan dostał honorowe członkostwo w Gorsedd bardów podczas Narodowego Eisteddfod w walijskim Bangor w 1971 r.
W październiku 2003 r. Dafydd Iwan uniknął odebrania prawa jazdy (za propagowanie obraźliwych treści) na podstawie oświadczenia, że musi jeździć by móc wypełniać swoje obowiązki polityczne i muzyczne. Incydent ten skłonił satyryczne czasopismo Private Eye do postawienia pytania Czy Plaid Cymru to partia polityczna czy zespół wyścigowy?
W 2003 r. Dafydd Iwan został przewodniczącym Plaid Cymru i działa jako swoista siła jednocząca partię, która w ostatnich latach doświadczyła serii wyniszczających wewnętrznych rozłamów.

## Dyskografia
- Yma Mae 'Nghân – 1972
- Mae'r Darnau yn Disgyn i'w Lle – 1976
- Carlo a Chaneuon Eraill – 1977
- 20 o Ganeuon Gorau
- I'r Gad – 1977
- Bod yn Rhydd – 1979
- Ar Dan (Live) – 1981
- Rhwng Hwyl a Thaith (feat. Ar Log) – 1982
- Yma o Hyd (feat. Ar Log) – 1983
- Gwinllan a Roddwyd – 1986
- Dal I Gredu – 1991
- Caneuon Gwerin – 1994
- Cân Celt – 1995
- Y Caneuon Cynnar – 1998
- Yn Fyw Cyfrol 1 – 2001
- Yn Fyw Cyfrol 2 – 2002
- Goreuon Dafydd Iwan – 2006